# Gartenstadt Falkenhöh

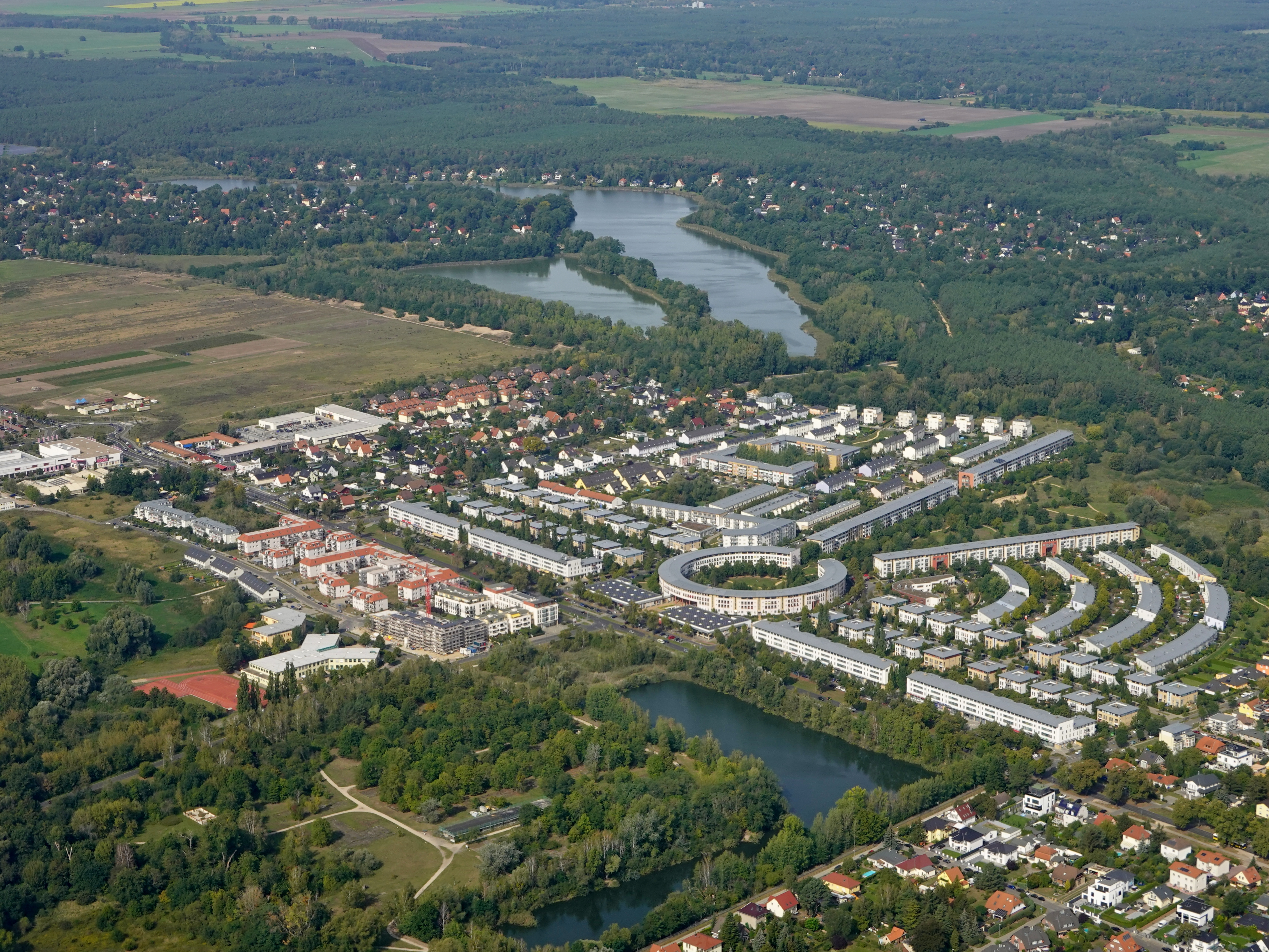
Gartenstadt Falkenhöh

Die Gartenstadt Falkenhöh ist eine Gartenstadt im brandenburgischen Falkensee.

## Geschichte
Die Gartenstadt Falkenhöh wurde ab 1992 von der Herlitz Falkenhöh AG in Falkensee gebaut. Die Wohnanlage umfasst rund 1450 Wohneinheiten, die Stadtvillen, Reihenhäuser und Geschossbauten verbindet. Das Konzept der Anlage wurde vom Berliner Architekten Helge Sypereck entworfen.

## Auszeichnungen
Falkenhöh wurde 1996 mit dem Deutschen Städtebaupreis ausgezeichnet. Dieser Preis wurde erstmals in seiner 15-jährigen Geschichte an ein Neubauvorhaben vergeben. Dies lag – neben dem Standort – auch an der Verwendung ökologisch einwandfreier Baustoffe, dem sensiblen Umgang mit der Natur und dass die Herlitz Falkenhöh AG neben der Pflanzung von mehr als 3.200 Bäumen auch für den Bau einer attraktiven Kindertagesstätte sorgte.

## Verkehr
Die Gartenstadt liegt direkt an der aus Berlin kommenden Spandauer Straße in unmittelbarer Umgebung des Spandauer Platzes, von wo die Landesstraße L 20 eine Verbindung nach Dallgow-Döberitz ermöglicht.
Es werden zwei Busverbindungen angeboten, darunter die Berliner Buslinie X37 aus Spandau, die eine Fahrt zum Bahnhof Spandau mit Umsteigemöglichkeit zur Berliner S-Bahn, wie auch zum Regionalverkehr, zum Fernverkehr, als auch zur U-Bahn (Linie U7) ermöglicht.

## Weblink
- Architekturbüro Sypereck

Koordinaten: 52° 33′ 32,1″ N, 13° 8′ 11″ O